# Ирландская экспедиция в Шотландию

Знамя ирландской бригады.

Ирландская экспедиция в Шотландию — событие времён Войны трёх королевств в 1644—1645 году. Группа из 2 тысяч солдат из Ирландии была отправлена в Шотландию в июне 1644 года, где они объединились с местными роялистами и участвовали в кампании Монтроза в Хайленде. Экспедиция стала результатом попытки короля Карла I заручиться поддержкой ирландских католиков в борьбе с силами парламента.

## Запрос войск
В сентябре 1643 года было заключено перемирие между лордом-лейтенантом Ирландии маркизом Ормондом Джеймсом Батлером и конфедеративными католиками Ирландии. Перемирие позволило Батлеру направить ранее сражавшихся против ирландских конфедератов силы роялистов для борьбы за короля Карла I в Великобритании, в то же время позволив католикам сосредоточить свои силы против шотландцев и парламентских сил в Ирландии.
Король Карл также надеялся на дополнительные войска от католиков конфедерации Ирландии, которые он мог бы использовать на британских театрах военных действий. Однако нельзя было увидеть, что он находится в прямом союзе с ирландскими католиками, поскольку общение с ними оттолкнет многих из его британских сторонников.
Он решил вести переговоры через графа Антрима Рэндала Макдоннелла, который был ему верен, но также имел звание генерал-лейтенанта католической армии Конфедерации. План состоял в том, чтобы Макдоннелл лоббировал Верховный совет Конфедерации, базирующийся в Килкенни, Ирландия, чтобы позволить ему отправить 2000 ирландских солдат в Шотландию и 10 000 солдат в Англию.

## Подготовка
В феврале 1644 года Макдоннелл был в Килкенни, где совет конфедерации согласился вооружить и экипировать 2 тыс. человек и переправить их в Шотландию, но отказался отправить людей в Англию. Шотландская экспедиция была выгодна конфедератам, поскольку отвлекла шотландскую армию от Ольстера, который в то время представлял самую большую угрозу для южной Ирландии. По крайней мере, это удержало бы шотландскую армию рядом с портами, что помешало бы им проводить кампании в южной и западной Ирландии.
Ещё один фактор, который, вероятно, приняли во внимание конфедераты, заключался в том, что многие ольстерские ирландцы не одобряли перемирие между конфедерацией и Ормондом, поскольку их земли все ещё находились под оккупацией шотландской армии в Ольстере. Некоторые из этих людей хотели продолжать сражаться с шотландцами,
но не желали присоединяться к армии конфедерации Оуэна Роу О’Нила Ольстера, поскольку они были традиционными врагами его рода О’Нилов. Также некоторые из тех, кто следовал за Рэндаллом Макдоннеллом, хотели использовать экспедицию для продвижения претензий своих родственников по клану в Шотландии и нападения на своих традиционных врагов Кэмпбеллов.
Экспедиция отплыла в конце июня 1644 года из проходного порта в Уотерфорде на трёх кораблях («Кристофер», «Энджелл Габриэль» и «Джейкоб из Росса»), организованных купцом из Килкенни Патриком Арчером. Эти корабли защищал фрегат The Harp, который вышел из Уэксфордf.
Список офицеров и количество солдат отражены в рукописях Ормонда в Национальной библиотеке Ирландии. В основном это имена ольстерских гэлов, которые должны были быть выходцами из нынешних Северного Лондондерри и Антрима, которые в то время были районами, находившимися под оккупацией Шотландии. Есть также некоторые ленстерские имена, такие как Ледвич, Дизи и Ньюджент, а также некоторые имена вероятных шотландских изгнанников из Хайленда.
Задокументированы три полка, которыми командовали полковник Джеймс МакДермотт (500 человек), полковник Манус О’Кахан (500 человек) и генерал-лейтенант Мак Доннелл (1030 человек), который, скорее всего, был братом Рэндала МакДоннелла Александром. Однако вполне вероятно, что на самом деле он туда не ездил, поскольку в Commentarius Rinnucianianus есть утверждение, что «Томас О’Лахнанус» командовал полком во имя Александра МакДоннелла. Вероятно, это «сарджант-майор Томас Лагтнан», указанный Макдоннеллом. Общее командование было передано генерал-майору Аласдеру Макколле Макдональду.

## Прибытие в Шотландию
6 июля экспедиция захватила два английских корабля у Дуарта на острове Малл, которые «были нагружены пшеницей, рожью и мешками». 7 июля полковник О’Кахан высадился с 400 людьми в Морверне, на следующий день Макдональд высадил остальную часть армии на Арднамурхан. Согласно «Воспоминаниям шотландских католиков» Лейта: «Постепенно повсюду распространился слух, что в страну вторгся жестокий, свирепый и чужеземный враг».
После марша вглубь страны и объединения с лидером шотландских роялистов маркизом Монтрозом Джеймсом Грэмом, эта небольшая армия участвовала в году непрерывных побед роялистов в Шотландии и участвовала в шести крупных битвах: Типпермур, Абердин, Инверлохи, Олдерн, Алфорд и Килсайт.